# الفترة الآشورية المبكرة
تشير الفترة المبكرة إلى تاريخ الحضارة الآشورية في بلاد ما بين النهرين بين 2500 ق.م. و 2025 ق.م. وهي الفترة الأولى من الفترات الأربع التي ينقسم فيها تاريخ الحضارة الآشورية تقليدياً؛ وهي الإمبراطورية الآشورية القديمة (2025 ق.م. - 1378 ق.م.)، والإمبراطورية الآشورية الوسطى (1392 ق.م. - 934 ق.م.) والإمبراطورية الآشورية الحديثة (911 ق.م. - 609 ق.م.).
كانت المستوطنة الرئيسية للآشورين في الفترة المبكرة هي دولة مدينة آشور، وكان الشعب الآشوري في الفترة المبكرة من الشعوب الناطقة بإحدى اللغات السامية الشرقية.

## التسمية
قد تشير كلمة (آشوريا) إلى منطقة جغرافية أو إلى المنطقة التي كانت تحكمها الإمبراطورية الآشورية القديمة. وتأتي كلمة «آشور» من عاصمتها الأولى آشور (آشوريو). ومدينة آشور كانت قد سميت على اسم إلهها الراعي آشور، وقبل صعودها إلى دولة مدينة كانت أحياناً تُعرف باسم «أزوهينوم».

## الأصول
قبل صعود مدينة آشور إلى وضع دولة المدينة سبقه كونها موقعاً أمامياً للحكام السومريين أو الأكديين.
أقدم ملوك الفترة الآشورية المبكرة وفقًا إلى قائمة الملوك الآشوريين كان توديا الذي حكم من حوالي 2450 قبل الميلاد إلى حوالي 2400 قبل الميلاد. وكان أدامو قد خلف توديا. بعد أدامو أعطت قائمة الملوك الآشوريين ثلاثة عشر حاكماً آخرين قبل وصول أشور إلى وضع دولة المدينة. ولا شيء معروف حتى الآن عن هؤلاء الملوك الذين كانوا من المحتمل أن يكونوا من البدو الرحل.
في حوالي 2300 قبل الميلاد أصبحت آشور جزءاً من الأمبراطورية الكبيرة التي يحكمها سرجون الأكدي ألذي قام بتوحيد جميع الشعوب الناطقة باللغة الأكدية والسومرية في بلاد ما بين النهرين تحت لواء الإمبراطورية الأكدية (حوالي 2334 ق.م - 2154 ق.م).

## الجغرافية

### سوبارتو
سوبارتو هو اسم مكان يرتبط بالفترة الأشورية المبكرة. في اللغة الأكدية تظهر على شكل «ارتوبارتوم» و «سوبارتمينا» و «با-با-ري». وفي النصوص المسمارية الآشورية يظهر كـ «مات شوباري» وفي اللغة السومرية يظهر كـ «سوبير» و «سوبار» و «اوروبور».
الموقع الدقيق لسوبارتو غير معروف حالياً، لكن من المحتمل أن يكون في أعالي بلاد ما بين النهرين عند الروافد العليا لنهر دجلة. وكانت تمثل الحدود الشمالية للإمبراطورية الأكادية (حوالي 2334 ق.م - 2154 ق.م).
في النصوص المبكرة، تم ذكر سوبارتو بأنها منطقة جبلية زراعية، وكثيراً ما كان يتم مداهمتها وغزوها من أجل الحصول على العبيد. حيث ذكرت لنا النقوش المسمارية إن المدينة كانت قد تم مهاجمتها على يد إياناتوم ملك لكش السومري. وذكرت بأنها كانت واحدة من مقاطعات إمبراطورية لوغال أني موندو ملك مدينة أداب السومرية (بسماية حالياً).
في زمن الإمبراطورية الأكدية، هاجم سرجون الأكدي (حوالي 2340 ق.م - 2284 ق.م) مدينة سوبارتو وأخضعها لإمبراطوريته، وظلت تابعة للدولة الأكدية في زمن حفيده نارام سين الأكدي (حوالي 2254 ق.م - 2218 ق.م). وأصبحت تابعة لحكم الملك إشبي إيرا (حوالي 1953 ق.م - 1921 ق.م) أول ملك لسلالة إيسن بعد سقوط سلالة أور الثالثة على يد العيلاميين.

### آشور
الأدلة الأثرية تشير إلى أن موقع آشور أصبحت محتلة منذ حوالي سنة 2400 قبل الميلاد. وكانت تقع تحت حكم السلالات المبكرة في بلاد ما بين النهرين. وتم اكتشاف أقدم بقايا مدينة أشور في أسس معبد عشتار وفي «القصر القديم».

## اللغة
تشير النقوش المبكرة في آشور إلى أن شعب الإمبراطورية الأكادية كانوا يتحدثون اللغة السامية. ظهر شعب الإمبراطورية الأكدية لأول مرة في بلاد ما بين النهرين (حوالي 3500 ق.م - 3000 ق.م). وتم تسجيل أسماء اللغة الأكادية منذ حوالي سنة 2890 ق.م، وكان الأكديون قد اختلطوا مع السكان السومريين المحليين. وتشير الملحمة الأسطورية السومرية إنمركر وملك أرتا إلى أن أرض سوبارتو كانت «اللغات فيها مشوشة».
لقد حصل تطور تكافلي ثقافي بين السومريين والاكديين، تضمن هذا التطور انتشارا واسعا للثنائية اللغوية أي كتابة لغتين في آن واحد، وقد تأثرت اللغة الاكدية باللغة السومرية وحصل العكس أيضا وكان هذا التأثير واضحا في جميع المجالات، من الاقتراض المعجمي واسع النطاق، إلى النحو والصرف، وحتى التقارب الصوتي، وهذا ماجعل الباحثين يشيرون إلى ان اندماجاً لغوياً قد حصل في الألفية الثالثة قبل الميلاد. وكان هذا التقارب الثقافي واللغوي بين السومريين والأكديين في الدولة الأكدية قد جعل السكان في هذه الدولة يمتازون بثنائية اللغة بحلول عام 2800 قبل الميلاد.
تدريجياً استبدلت اللغة الأكادية اللغة السومرية باعتبارها اللغة المحكية في بلاد ما بين النهرين. بينما ظلت المسمارية السومرية كلغة مقدسة واحتفالية وأدبية وعلمية في جميع أنحاء بلاد ما بين النهرين. وكذلك المسمارية الأكدية كانت تستخدم لنفس هذا الغرض.

## الديانة
كانت الديانة في آشور بالفترة المبكرة تؤمن بتعدد الآلهة، وملك الآلهة هو الإله آشور. وشملت رموز آشور: قرص مجنح مع قرون، يحيط بأربع دوائر تدور حول دائرة متوسطة وأشعة تموج تسقط من جانبي القرص؛ دائرة أو عجلة، معلقة من الأجنحة، وإحاطة محارب رسم القوس له لتفريغ السهم؛ أو نفس الدائرة التي تحمل القوس المحارب في يده اليسرى، في حين أن اليد اليمنى مرفوعة كما لو أن يبارك عباده.
كان المعيار الآشوري (الذي يمثل الركيزة العالمية) يحتوي على قرص مثبت على رأس ثور مقرن. يشغل الجزء العلوي من القرص محارب، يبرز رأسه وجزء من القوس ونقطة سهمه من الدائرة. تموج أشعة الماء على شكل V. هناك ثيران، يخطوان أشعة النهر، بين ذراعي Vs. هناك أيضًا رأس أسد ورأس رجل مع أفواه متضاربة. وهي ترمز إلى العواصف، أو القوة المدمرة للشمس، أو مصادر نهري دجلة والفرات.
يعتبر جاسترو أن القرص المجنح هو «الرمز الحقيقي والمحض للإله آشور كإلهاً للشمس». يسميه «قرص الشمس مع أشعة بارزة». يقول، «لهذا الرمز تم إضافة المحارب مع القوس والسهم؛ وهو ما يعكس الروح القتالية للإمبراطورية الآشورية».

## الأساطير والأدب القديم

### بيلوس
يُذكر (بيلوس) في النصوص اليونانية أو اللاتينية القديمة وفي الأعمال اللاحقة التي تستند عليها، وتشير إلى إنهُ ملك آشوري أسطوري قديم. وكان بيل إله بابلي، ومردوخ الإله الراعي لمدينة بابل، ربما أستمدت من خلال ذلك أسطورة الملك الآشوري.
بيلوس يظهر أنه والد نينوس، ونينوس الأكثر شهرة يظهر كأول ملك آشوري معروف. ووفقاً للمؤرخين اليونانيين الذين كتبوا في العصر الهيلنستي وما بعده بأنه مؤسس مدينة نينوى العاصمة القديمة لآشور. اسمه غير مسجل في قائمة الملك الآشوري أو في أي من نصوص الأدب المسماري؛ يبدو أنه يمثل أي شخصية معروفة، وعلى الأرجح هو مزيج من عدة شخصيات حقيقية وخيالية من العصور القديمة.
لا يقدم كتسياس أي معلومات حول نسب نينوس. ويسرد هيرودوتس بأن نينوس من بين أسلاف السلالة الهرقلية في ليديا، بيلوس إذاً هو حفيد هرقل. وفي الترجمة الأرمنية لنصوص يوسابيوس القيصري، يذكر بأن
```
بيلوس كان ملك آشور في الوقت الذي يحارب فيه 
زيوس
 
والآلهة الأخرى
 
الجبابرة
 
والعمالقة
، وإن بيلوس أصبح إلهاً بعد موته، لكنه لا يعرف عدد سنوات حكم بيلوس.
```

أما ألكساندر هيسلوب في كتابه "The Two Babylons" يرى بأن بيلوس كان فاتحاً ووالداً لنينوس، ويعتقد أنه بعد وفاة نينوس، اطلقت سميراميس زوجة بيلوس على نينوس لقب إله الشمس، كوش (بيلوس) الرب الإله وهي نفسها الإلهة الأم وابنها إله الحب تموز. وكان ذلك محاولة من سميراميس للحفاظ على السيطرة السياسية كوصية على عرش ابنها المولود حديثاً.
و في بعض إصدارات حكاية أدونيس، بيلوس هو جد أدونيس.
في كتاب التحولات، (4.212f) يتحدث الشاعر الروماني أوفيد عن «أورخاموس» كان ملك آشور في الأساطير اليونانية، ملك مدن بلاد الأخمين في بلاد فارس باعتباره السابع على التوالي من المؤسس بيلوس. لكن لم تذكر أي مصادر أخرى شيئاً لا عن أورخاموس أو بناته «لوكوتيا» و«كليتيا».
في القصيدة الملحمية ديونيسياكا، يتحدث نونوس عن «ستافيلوس» ملك آشور وحفيد بيلوس، و «بوتريس» ابن ستافيلوس.
ديودور الصقلي (6.5.1) يتحدث عن الإله الروماني «بيكوس» كملك لإيطاليا، وبيكوس هو ابن الإله زحل. ويذكر بأن بيكوس هو أخ نينوس.
يظهر بيكوس ونينوس أيضًا في كتابات يوحنا النقيوسي، حيث يروي في الوقائع بأن كرونوس والد زيوس هو أول ملك لبلاد آشور وفارس. تزوج من امرأة آشورية تدعى ريا، كان أبناؤها بيكوس (ويسمى أيضًا «زيوس») ونينوس، وقد قامت بإخفاء ابنها زيوس في جزيرة كريت خوفا من أن يبتلعه كرونوس ووضعت بدلا منه صخرة ليبتلعها كرونوس ظنا منه أنها ابنه، وذبح فيما بعد من قبل بيكوس (زيوس)، ثم انجب بيكوس (زيوس) طفلاً من أخته يسمى «بيلوس». اختفى بيكوس (زيوس) فيما بعد وأصبح بيلوس ملكاً على آشور وهو الإله فانوس. بعد وفاة بيلوس أصبح عمه نينوس ملكًا. تزوج نينوس من والدته «ريا» التي سميت بعد ذلك «سميراميس».

### نينوى
وفقًا للمؤرخين اليونانيين الذين كتبوا في الفترة الهلنستية ولاحقًا، كانت نينوى (يوناني: Νίνος) مؤسس نينوى («مدينة النينوس» باللغة اليونانية)، عاصمة آشور. إنه لا يظهر على قائمة الملك الآشوري أو في أي من الأدب المسماري.

## قائمة الملوك الآشوريين
هناك ثلاثة إصدارات ألواح مسمارية موجودة وجزءان من قائمة ملوك آشور؛ واحدة من خورسباد (قرية في شمال العراق)؛ الأولى نشرت في عام 1927 من قبل إسد نصوحي «النصوحي» والثالثة محفوظة في مدرسة الأدفنتست للسبتيين في واشنطن العاصمة. تاريخ هذه القوائم تعود إلى أوائل الألفية الأولى قبل الميلاد.
يرجع تاريخ أقدم قائمة "A" إلى القرن الثامن قبل الميلاد. وينتهي في تغلث فلاسر الثاني (حوالي 967 ق.م - 935 ق.م). والأحدث هو «القائمة C». ينتهي في شلمنصر الخامس (727 ق.م - 722 ق.م).
قبل إيريشوم الأول، القائمة لا تعطينا مدة حكم كل ملك.

### الملوك الذين عاشوا في الخيام
كان أول ملوك آشور، الذين تم تسجيلهم على أنهم «ملوك عاشوا في الخيام»، وهم حكام رعويون شبه رحل مستقلون حكموا بطريقة نظام الأوليغاركية.
توديا (حوالي 2450 ق.م - 2400 ق.م) هو أول ملك يظهر إسمه في قائمة الملوك الآشوريين. وجوده غير مؤكد من الناحية الأثرية وغير مدعوم من قبل أي مصدر آخر.
خلف توديا كل من: أدامو، يانغي، سوهلامو، هرهارو، مندارو، إيمسو، حارسو، ديدانو، هانو، زوابو، نوابو، أبازو، بيلو وأزراح.
لا شيء معروف حتى الآن عن هذه الأسماء. وبعد ذلك بكثير، يسرد لنا لوح طيني باللغة الأكدية نسب أسلاف حمورابي بابل، ونسخ نفس الأسماء من توديا خلال نوابو. ومع ذلك القائمة تالفة. فعلى سبيل المثال، تم ربط اسم توديا باسم آدامو ليكون شخص واحد «توبتياموتو».

#### الإمبراطورية الأكادية
سقطت آشور تحت حكم الإمبراطورية الأكادية (من سنة 2334 ق.م حتى سنة 2154 ق.م)، وحكمت الإمبراطورية الأكادية من وسط بلاد ما بين النهرين؛ آشوريا في شمال الإمبراطورية، كانت تسمى «أزوهينوم» في المسمارية الأكادية. وفقًا لألواح نوزي كانت آشور مركزاً إدارياً إقليمياً.
كانت آشور لها علاقات تجارية مع شعوب آسيا الصغرى (الأناضول حالياً). وإنتشرت الكتابة المسمارية على يد كل من التجار الآشوريين والأكديين الذين نشروا الكتابة المسمارية لبلاد ما بين النهرين في جميع أنحاء آسيا الصغرى وبلاد الشام. تم العثور على إشارات إلى مراكز تداول الأناضول على ألواح أكدية مسمارية. في تلك الألواح طلب التجار الآشوريون في بوروشاندا مساعدة حاكمهم سرجون الأكدي. تحكي سجلات نارام سين (حفيد سرجون) عن حملاته في الأناضول.
تمردت آشور قرب نهاية عهد سرجون، وتقول السجلات أن «القبائل الآشورية في البلاد العليا قامت بانقلاب مباغت، لكنها خضعت بين ذراعيه، واستقر سرجون في مساكنهم، وضربهم بحزن».
في النهاية، عانت الإمبراطورية الأكدية من التدهور الاقتصادي والحرب الأهلية. في حوالي عام 2154 ق.م كانت هناك غارات قام بها الأقوام الغوتية. وهكذا بين حوالي 2154 ق.م و 2112 ق.م عادت آشور مرة أخرى كأقليم مستقل.

#### الإمبراطورية السومرية الحديثة
حكمت الإمبراطورية السومرية الحديثة (حوالي 2112 قبل الميلاد إلى 2004 قبل الميلاد) إقليم آشور شمالاً حتى آشور (لكن ليس من بينها نينوى).
قام «زاريقوم» وهو (الحاكم الآشوري المحلي التابع للسومريين) الذي لا يظهر على قائمة الملوك الآشوريين بدفع الضريبة إلى أمار سين ملك أور (1981 ق.م إلى 1973 ق.م). كان الملوك الآشوريون في هذا العصر حكاماً تابعين للإمبراطورية السومرية الحديثة. سلالة أور الثالثة حكمت آشور حتى عام 2050 قبل الميلاد.

#### أوشبيا
أوشبيا (حوالي عام 2030 قبل الميلاد) هو الاسم ما قبل الأخير من «الملوك الذين عاشوا في الخيام» في قائمة الملوك الآشوريين، لم يتم تأكيد أوشبيا بواسطة القطع الأثرية اليدوية المعاصرة. لكن النقوش المعاصرة للملوك الآشوريين شلمنصر الأول (حوالي 1274 قبل الميلاد) وآسرحدون (حوالي سنة 681 قبل الميلاد) تذكر أن أوشيا هو مؤسس مدينة آشور وأقام أول معبد للإله آشور في مدينة آشور.

### الملوك الذين يعرف آباؤهم
«الملوك الذين يعرف آباؤهم» هو القسم الثاني من قائمة الملوك الآشوريين وهو مكتوب بترتيب عكسي. أبياشال الذي خلف أوشبيا هو أول ملك لهذا القسم. قد يكون هذا القسم هو قائمة بأسلاف الأموري شمشي أدد الأول (1754 ق.م - 1721 ق.م) الذي غزا آشور ونصب نفسه ملكاً على العرش الآشوري. في الواقع، ربما تم تجميع القائمة على أنها «محاولة لإضفاء الشرعية وتبرير حكم شمشي أدد الأول لمدينة آشور». ومع ذلك لم يتم قبول هذا التفسير بصورة قطعية من الجميع. وقد يمثل هذا القسم بدلاً من ذلك أسلاف سوليلي (حوالي 2075 ق.م إلى 2062 ق.م).

#### إيلا كبكابو
يظهر اسم الأموري «إيلا كبكابو» مرتين في «الملوك الذين يعرف آباؤهم». إيلا كبكابو يظهر إنه والد شمشي أدد الأول. ومع ذلك، لم يرث شمشي أدد العرش الآشوري من والده ولكن غزاها لاحقًا.
يوجد إيلا كبكابو ملك «ترقة» (سوريا حالياً) الذي له صلة زمنية مع «لاقيتليم» من مملكة ماري. في عام 1790 قبل الميلاد، في 'التسلسل الزمن لمملكة ماري' ، قام إيلا كبكابو بنهب مكان يسمى شوبروم. ثم في عام 1791 قبل الميلاد، خلف شمشي أدد الأول والده ملكاً على ترقا. غزا شمشي أدد الأول منطقة واسعة بما في ذلك آشور، حيث أسس سلالة أمورية. قد يكون إنه قد تم إضافة نسب شمشي أدد الأول في قائمة الملوك الآشوريين من أجل تعزيز شرعيته كحاكماً للآشوريين. أو قد يكون هذا القسم من القائمة يمثل أسلاف الملك سوليلي المذكور مباشرة بعد ذلك في القائمة. قد تمثل الحالتان نفس الرجل، أو ربما يكون هناك شخصان متميزان ولكن ربما يرتبطان ببعضهما.
يظهر اسم «إيلا كبكابو» أيضًا في نقشين لملوك آشور لاحقين. الأول يعود لعصر الملك آشور ريم نشيشو (1398 ق.م - 1391 ق.م) الذي يحيي ذكرى إعادة بناء جدار الجزء الداخلي من آشور، وكان ضمن المرممون السابقون المدرجون في مخروط تذكاري، أما النقش الثاني هو نقش شلمنصر الثاني الذي استعاد الجدار وأعطى الفضل لأسلافه.

#### بوزور آشور الأول
بوزور آشور الأول (حوالي سنة 2000 ق.م) يظهر في نقوش الملوك اللاحقين بما في ذلك ابنه شالم أخي وفي وقت لاحق آشور ريم نشيشو وشلمنصر الثالث:6,8,12,15 ، تشير النقوش إلى بوزور آشور الأول من بين الملوك الذين واصلوا العمل على أسوار مدينة آشور التي بدأها كيكيا. بوزور آشور الأول ربما تكون قد إبتدأ سلالة آشورية طويلة تضم ثمانية أجيال من الخلفاء على الأقل:7,8 ذكرتها النقوش الأثرية. وربما استمرت هذه السلالة حتى إيريشوم الثاني:14. خلفاء بوزور آشور الأول لقب «آشيآك آشور» («نائب حاكم آشور»).

### ستة ملوك أسماؤهم (مكتوبة على الطوب) ولكن لم يتم العثور على ألقاب لهم
هذا هو الجزء الثالث من قائمة الملوك الآشوريين. من بين ملوك هذا القسم شالم أخي (سالم-أهوم، سالم-آيز أو سال-ليم-باب-ميس) (حوالي سنة 1900 ق.م)، ابن بوزور آشور الأول. ومعنى إسمه: «الحفاظ على سلامة الأخوة».
شالم أخي هو أول حاكم آشوري مستقل يوثق له في نقش معاصر. حيث وجدت كتلة مرمرية عثر عليها خلال الحفريات الألمانية في آشور قادها فالتر أندريه. ويحكي النقش أن الإله آشور «طلب منه» بناء المعبد. ويُخبرنا النقش أيضاً أنه كان لديه «أحواض بيرة ومنطقة تخزين» مبنية في منطقة المعبد:6–7. حكم شالم أخي خلال الفترة التي كانت الشركات التجارية الآشورية الناشئة تفتح فروعاً في بلاد الأناضول حيث مبادلة المنسوجات والقصدير بالفضة.
إيلو شوما خلف والده شالم أخي ابنه كما هو مسجل في نقوش من الطوب والحجر الجيري:7–8ويظهر في أنساب حفيده إيريشوم الأول:12,15. ويظهر اسمه أيضاً في نقش يعود للملك أداد نيراري الأول وآخر ينتمي إلى شلمنصر الأول ولكن فقط في سياق الإشارات إلى ابنه، ايلو-شوما (إلو-أووما أو دينقير-شوم-ما عند النقش) (حوالي عام 1900 ق.م)</ref>:7–8.
من «الملوك الستة الذين كُتبت أسماؤهم على الطوب، لكن أسماءهم غير معروفة»، في إشارة إلى قوائم المسؤولين التي سُميت بعدها سنوات.
نجل إيلو شوما كان إيريشوم الأول الذي خلفه وحكم لمدة ثلاثين أو أربعين عاماً. أطلق إيريشوم على نفسه لقب «نائب الوصي على أشور، حبيب الإله آشور والإلهة عشتار». تسجل قائمة الملوك المتزامنة اثنان وثمانين من ملوك آشور من إيريشوم الأول إلى آشوربانيبال. ربما انخرط إيلو شوما في صراع مع سو-آبو جاره الجنوبي. ويصف نقش قرميدي الملك إيلو-شوما علاقاته بالجنوب بالنص التالي:
إن تاريخ أشور خلال هذا العصر يتسم بالغموض لعدم توفر النصوص الكتابية، وان المادة النصية المتوفرة في الجنوب قد تساعدنا من فهم بعض المظاهر الحضارية في بلاد أشور، رغم الحذر الشديد من استخدام هذه المادة، ومع ذلك فان المادة التي تقدمها النصوص من الجنوب مهمة رغم ضعفها فيما يخص الجانب السياسي لبلاد أشور خلال هذا العصر. وتبقى المادة الاثارية في أشور هي المهمة من اجل دراسة أفضل للحقبة، مع عيوب الاعتماد على الآثار المجردة، لأننا سنعتمد على التخمين من اجل تصور الحياة الاجتماعية أو الدينية للحقبة.

## الهوامش
1. 1 2  Roux، Georges (1992). Ancient Iraq. Penguin Books Limited (نُشِر في 27 أغسطس 1992). ISBN:978-0140125238. مؤرشف من الأصل في 2022-04-21.
2. ↑  جورج رو (1964) ، "العراق القديم" ، ص 161-191.
3. ↑  شفق نيوز - لغات بلاد الرافدين القديمة - حيدر عبد الحسين الشيخ - 2017/08/18 نسخة محفوظة 20 ديسمبر 2019 على موقع واي باك مشين.
4. ↑  Mackenzie D. A."Ashur the National God of Assyria" Myths of Babylonia and Assyria 1915, chapter 15. نسخة محفوظة 24 يناير 2019 على موقع واي باك مشين.
5. ↑  Poebel A. Assyrian King List p71 - 90.
6. ↑  Gelb I. J. "Two Assyrian King Lists" Journal of Near Eastern Studies 1954 vol 13 p209 - 230.
7. ↑  Saggs, The Might p24.
8. 1 2 3 4 5  Glassner، Jean-Jacques (2004). Mesopotamian Chronicles. Society of Biblical Literature. ص. 137. ISBN:1589830903. مؤرشف من الأصل في 2019-12-20.
9. 1 2 3 4  Meissner، Bruno (1990). Reallexikon der Assyriologie. Berlin: Walter de Gruyter. ج. 6. ص. 103. ISBN:3110100517. مؤرشف من الأصل في 2019-12-20.
10. ↑  Veenhof K. R. (2008). Mesopotamia: The Old Assyrian Period. Vandenhoeck & Ruprecht. ص. 19, 124.
11. 1 2 3  Hildegard Levy, "Assyria c. 2600-1816 B.C.", Cambridge Ancient History. Volume 1, Part 2: Early History of the Middle East, pp. 729-770 and pp. 745-746.
12. ↑  Rowton، M.B. (1970). The Cambridge Ancient History. Cambridge University Press. ج. 1.1. ص. 202–204. ISBN:0521070511. مؤرشف من الأصل في 2014-11-05.
13. ↑  Van De Mieroop، Marc (2004). A History of the Ancient Near East ca. 3000-323 BC (ط. 2nd). Blackwell Publishing. ص. 107. ISBN:9781405149112.
14. 1 2  Hildegard Levy, "Assyria c. 2600-1816 B.C.", Cambridge Ancient History. Volume 1, Part 2: Early History of the Middle East, 729-770, p. 746-747.
15. ↑  Hildegard Lewy (1966). The Cambridge Ancient History: Assyria c. 2600-1816 B.C. ص. 21.
16. 1 2 3 4 5 6  Albert Kirk Grayson (1972). Assyrian Royal Inscriptions, Volume 1. Otto Harrassowitz.
17. 1 2  Albert Kirk Grayson (2002). Assyrian Rulers. Volume 1: 1114 – 859 BC. ص. 14.
18. ↑  Barbara Cifola (1995). Analysis of variants in the Assyrian royal titulary from the origins to Tiglath-Pileser III. Istituto universitario orientale. ص. 8.
19. 1 2 3  J. A. Brinkman (2001). "Assyria". في Bruce Manning Metzger, Michael David Coogan (المحرر). The Oxford companion to the Bible. Oxford University Press. ص. 63.
20. ↑  K. R. Veenhof (2003). The Old Assyrian List of Year Eponyms from Karum Kanish and its Chronological Implications. Turkish Historical Society. ص. 21.
21. 1 2  A. K. Grayson (1972). Assyrian Royal Inscriptions, Volume 1. Otto Harrassowitz.
22. ↑  Jean-Jacques Glassner (2005). Mesopotamian Chronicles. SBL. ص. 137, 7, 271.